# Vlastimila
Vlastimila je ženské jméno slovanského původu. Jde o ženskou variantu křestního jména Vlastimil, znamená milující vlast nebo milá vlasti. Svátek slaví společně s tímto jménem dne 17. března.
Jméno se s největší hustotou vyskytuje na jihu Olomouckého kraje, jihozápadě Zlínského kraje a na Hořovicku.

## Domácké podoby
Mezi domácké podoby křestního jména Vlastimila patří Vlasta, Vlasťa, Vlastěnka, Vlastička, Vlastuška, Vlastimilka nebo také Míla, Miluška, Milka apod.

## Obliba jména
Jméno Vladislava se již mezi novorozenými dívkami v Česku téměř nevyskytuje. K roku 2016 činil průměrný věk nositelek 70 let. Nejvíce oblíbené bylo jméno mezi dvacátými a šedesátými léty 20. století, ale již od roku 1951 popularita spíše klesala. Nejvíce živých nositelek (98) se narodilo v roce 1946. Popularita již klesla natolik, že od roku 1988 se nenarodily více než dvě dívky s tímto jménem ročně, a v mnoha letech se žádné nové nositelky nenarodily. Nejmladší nositelka se narodila v roce 2009.
Následující tabulka vývoje počtu nositelek mezi lety 2010 až 2016 dokazuje, že počet žijících nositelek rychle klesá, ještě v roce 2010 jich bylo více než tři tisíce. Během těchto sedmi let dohromady ubylo 22,02 % nositelek.
| Rok  | Počet nositelek | Změna oproti předchozímu roku |
| ---- | --------------- | ----------------------------- |
| 2010 | 3 061           | –                             |
| 2011 | 2 877           | −6,01 %                       |
| 2012 | 2 772           | −3,65 %                       |
| 2013 | 2 660           | −4,04 %                       |
| 2014 | 2 573           | −3,27 %                       |
| 2015 | 2 473           | −3,89 %                       |
| 2016 | 2 387           | −3,48 %                       |

## Významné osobnosti
- Vlastimila Hlavatá – česká spisovatelka a básnířka
- Vlastimila Chalupová Karlovská – česká bioložka, genetička a vysokoškolská profesorka
- Vlastimila Karlasová – česká novinářka, spisovatelka a překladatelka
- Vlastimila Ptáčníková – česká lingvistka, germanistka a vysokoškolská profesorka
- Anna Vlastimila Růžičková – česká básnířka, herečka a překladatelka 19. století
- Vlastimila Vrabcová – česká politička